# Juncus inflexus
Juncus inflexus é uma espécie de planta com flor pertencente à família Juncaceae. 
A autoridade científica da espécie é L., tendo sido publicada em Species Plantarum 1: 326. 1753.

## Portugal
Trata-se de uma espécie presente no território português, nomeadamente os seguintes táxones infraespecíficos:
- Juncus inflexus subsp. inflexus - presente em Portugal Continental e no Arquipélago da Madeira. Em termos de naturalidade é nativa das duas regiões atrás referidas. Não se encontra protegida por legislação portuguesa ou da Comunidade Europeia.